# Via Dante
La Via Dante es una importante calle comercial del centro de Milán, Italia. Une el Largo Cairoli y el Castillo con Piazza Cordusio, un ensanchamiento triangular de la calle en cuyo centro está el monumento a Giuseppe Parini.

## Historia
La Via Dante se abrió a finales del siglo XIX, conjuntamente con las demoliciones realizadas en Piazza Duomo y la Piazza Cordusio. Fue realizada según las indicaciones del Plano Beruto de 1884, que a su vez se basaba en proyectos precedentes del periodo napoleónico. Según las intenciones iniciales de los especuladores y compañías hipotecarias que sostenían las trasformaciones inmobiliarias de esos años, la Via Dante debería de haber constituido la prolongación ideal en el centro del Corso Sempione, realizado a comienzos del siglo XIX, que pasaría por el Castillo, cuya demolición fue evitada por Luca Beltrami. No por casualidad Via Dante se debería de haber llamado Via Sempione. Tras la importante restauración del Castillo realizada por Beltrami, a partir de 1905 la reconstruida Torre del Filarete cerró la calle, cuya primera versión se derrumbó tras una explosión varios siglos antes, y no fue reconstruida hasta entonces.

## Características y transporte

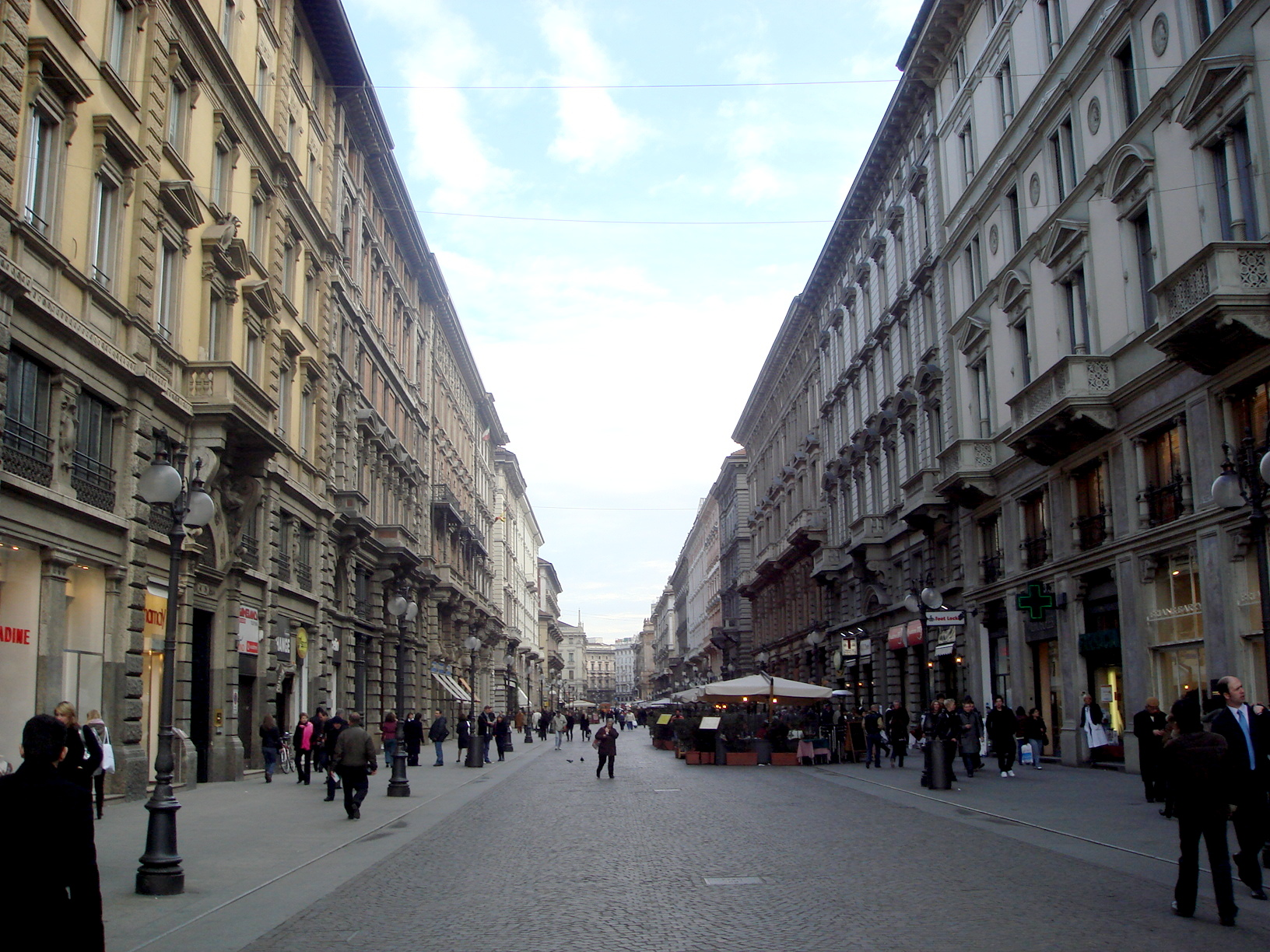
Vista de la Vía Dante.

La Via Dante es en la actualidad una de las calles comerciales más importantes de la ciudad, valorada por el hermoso entorno urbano que la distingue y por su total peatonalización realizada en 1996. Históricamente, además de automóviles, la calle era atravesada por varias líneas de tranvía, desviadas íntegramente en el 1958 tras el inicio de las obras para la construcción de la línea 1 del metro, que la atraviesa por abajo. En los dos extremos de la calle están situadas las estaciones Cordusio y Cairoli. Los tranvías, desviados por el itinerario Broletto-Cusani pasan tanto por piazza Cordusio como por largo Cairoli. También atraviesan la Piazza Cordusio las vías procedentes de Via Meravigli. Piazza Cordusio es uno de los nodos de tranvía más importantes de la ciudad.
Entre los elegantes palacios de finales del siglo XIX que forman una bonita cortina a lo largo de la calle, se debe señalar la presencia de la sede original del Piccolo Teatro di Milano en la esquina con la Via Rovello.

## Edificios notables
En el lado izquierdo:
- En la intersección con la Piazza Cordusio una casa residencial y comercial, construida en torno a 1890 según el proyecto de Francesco Bellorini;[1]
- En la intersección con la Via Meravigli la Casa Broggi, construida en 1889 según el proyecto de Luigi Broggi y Giuseppe Sommaruga;[1]
- En el número 7 la Casa Celesia, construida en torno a 1890 según el proyecto de Antonio Comini;[2]
- En el número 9 una casa residencial y comercial, construida en torno a 1890 según el proyecto de Carlo Formenti;[2]
- En la intersección con la Via Giulini la Casa Pirovano, construida entre 1888 y 1889 según el proyecto de Carlo Pirovano.[2]

## Galería de imágenes

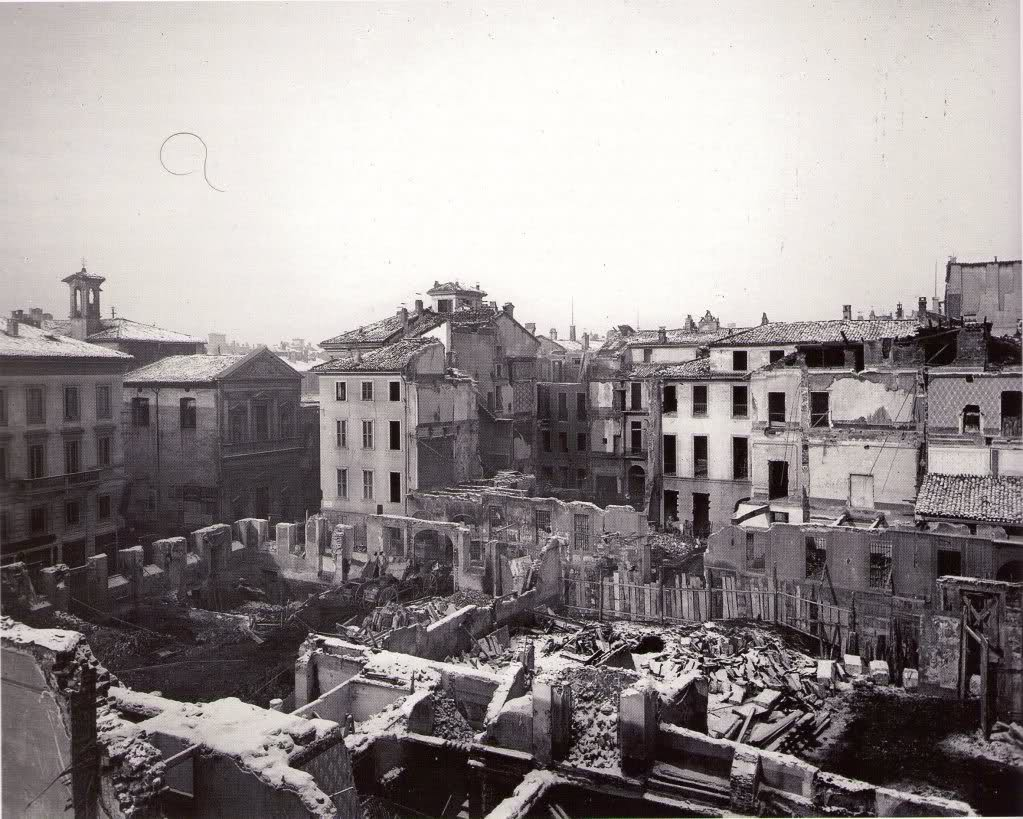
Las demoliciones para la construcción de la futura Via Dante en 1886. A la izquierda se puede ver la antigua Iglesia de San Nazaro en Pietrasanta
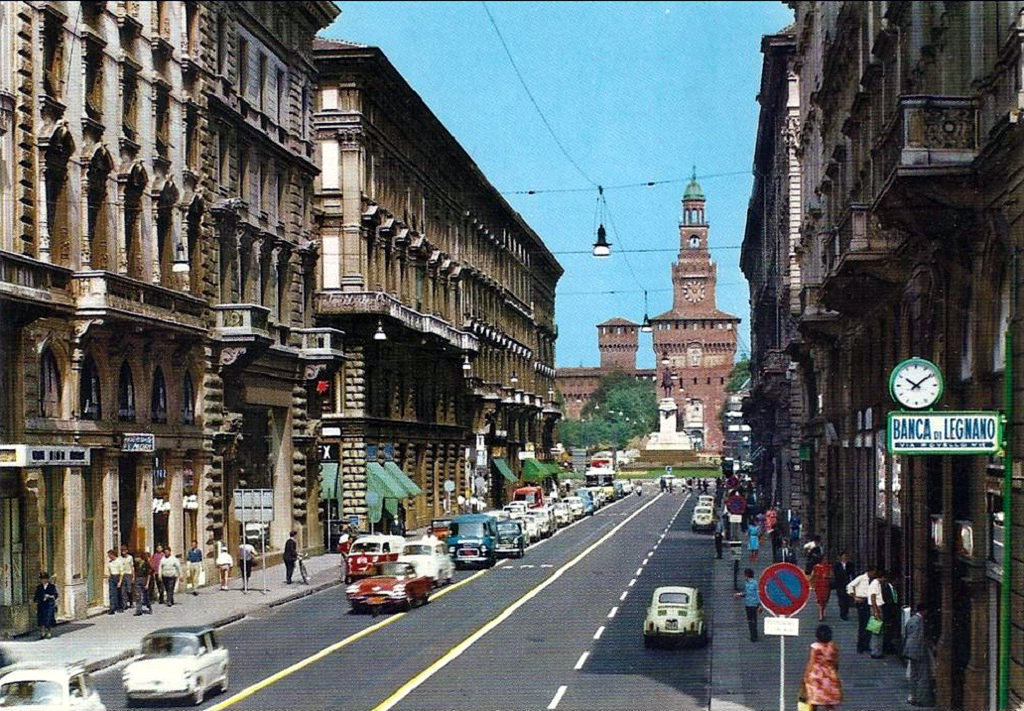
Via Dante en los años sesenta
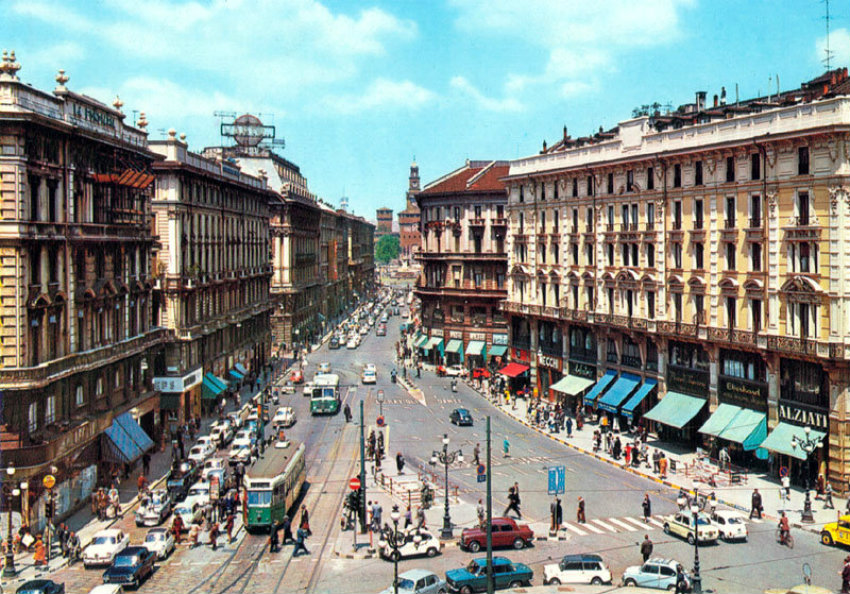
Via Dante en los años sesenta